# Tug of War
Tug of War (укр. Перетягання канату) — студійний альбом британського музиканта Пола Маккартні, випущений у 1982 р., перший після розпаду його гурту Wings (у квітні 1981). Продюсером запису виступив Джордж Мартін. У створенні диска взяли участь Стіві Вандер, Рінго Старр, Карл Перкінс, Стенлі Кларк. Одержав сприятливі рецензії від критиків, номінований на премію «Греммі». Вважається одним із найкращих у дискографії музиканта.

## Список композицій
Усі пісні написано Полом Маккартні, крім позначених.
1. «Tug of War» — 4:22
2. «Take It Away» — 4:14
  - За участю Рінго Старра (ударні) і Джорджа Мартіна (фортепіано)
3. «Somebody Who Cares» — 3:19
4. «What's That You're Doing?» (Маккартні/Вандер) — 6:19
  - Дует зі співавтором Стіві Вандером.
5. «Here Today» — 2:27
  - Присвячено Джону Леннону
6. «Ballroom Dancing» — 4:07
7. «The Pound Is Sinking» — 2:54
8. «Wanderlust» — 3:49
9. «Get It» — 2:29
  - Дует із Карлом Перкінсом
10. «Be What You See (Link)» — 0:34
11. «Dress Me Up as a Robber» — 2:41
12. «Ebony and Ivory» — 3:43
  - Дует зі Стіві Вандером.

## Позиції в хіт-парадах
| Країна          | Чарти           | Чарти          | Чарти        | Продаж  |
| Країна          | Найвища позиція | Тижні у чартах | Сертифікація | Продаж  |
| --------------- | --------------- | -------------- | ------------ | ------- |
| Швеція          | 1 (4 тиж.)      | 10             |              |         |
| США             | 1 (3 тиж.)      | 29             | платиновий   |         |
| Велика Британія | 1 (2 тиж.)      | 27             | золотий      |         |
| Японія          | 1               | 18             |              | 177,000 |
| Австрія         | 2               | 24             |              |         |